# Jussi Wickström
Jussi Wickström (ur. 1983 w Finlandii) – fiński muzyk folk/viking metalowy. W 1997 wraz z Mathias Nygårdem założył grupę Turisas. W zespole gra przede wszystkim na gitarze, ale przy nagrywaniu płyt często gra na gitarze basowej, gitarze akustycznej i kontrabasie. Jest także bocznym wokalistą.

## Dyskografia
- Turisas – Taiston Tie – The Battle Path (1998)
- Turisas – A Bard's Tale (1999)
- Cadacross – So Pale is the Light (2001)
- Turisas – The Heart of Turisas (2001)
- Turisas – Battle Metal (2004)
- Turisas – The Varangian Way (2007)
- Turisas – Stand Up and Fight (2011)